# Portage (Nowy Jork)
Portage – miasto w Stanach Zjednoczonych, w stanie Nowy Jork, w hrabstwie Livingston.